# 第五政党制 (アメリカ合衆国)
第五政党制（だいごせいとうせい、英: Fifth Party System）は、政治学者や歴史学者が使う政治モデルであり、アメリカ合衆国に存在した政党制の中で、1933年のニューディール政策で始まった時代を指すものである。この時代は世界恐慌の始まりに続いて、民主党を支持する有権者集団や利益団体を再編して、ニューディール政策連衡に組み入れることから始まった。このためにニューディール政党制と呼ばれることもある。進歩主義時代と呼ばれた第四政党制に続くものだった。第五政党制が何時終わったかについて、ニューディール政策連衡の終わった1960年代半ば、モラルマジョリティ（政治団体）が形成された1980年代初期、1990年代半ば、あるいは現在も続いている、と諸説がある。この時代の大統領選挙を見れば、1964年までは民主党優位、1968年以降は共和党優位ということができ、1980年以降の上院はくるくると優勢な党が入れ替わった。下院では概して民主党が支配したが、共和党は1946年、1952年、1994年から2004年、および2010年の選挙で勝利した。2006年には両院揃って民主党が多数派になった。1932年以降の20回の大統領選挙のうち、1964年までを見れば民主党が9回のうちの7回を制し、議会は民主党がほとんど支配した。1968年以降の11回では共和党が7回の大統領選挙を制し、議会は拮抗するのが常になった。

## 歴史
世界恐慌の始まりによって共和党が支持を失うと、1932年、1936年、1940年および1944年の4回続けてフランクリン・ルーズベルトが大統領に当選し、民主党支配の時代となった。ただし、1938年から1964年の国内問題は概して保守連衡が支配していた。ニューディール政策はニューディール政策連衡に基盤を置いたアメリカ的リベラリズムを推進した。この連衡は、出身民族と宗教による集団（カトリック教会、ユダヤ人、アフリカ系アメリカ人）、組織化された労働組合、都市型マシーン、進歩的知識層、および人民主義農夫集団といったリベラルな集団と、伝統的な民主党支持層であった南部白人で構成された。対抗する共和党は、オハイオ州選出アメリカ合衆国上院議員ロバート・タフトの率いる保守派と、北東部のネルソン・ロックフェラー、ジェイコブ・ジャヴィッツ、ヘンリー・カボット・ロッジのような指導者によって体現された中道派に分裂し、中道派の方が成功することが多かった。
民主党の連衡は1948年と1968年に分裂し、特に1968年には、前回選挙でバリー・ゴールドウォーターに投票した保守的な南部白人が「南部戦略」の結果共和党に移り、共和党候補のリチャード・ニクソンの当選を許した。ニューディール連合と人種主義的南部保守派が同居していた民主党から南部白人が切り離された結果、「リベラルの民主党」対「保守の共和党」という構図の純化が進み、党派性の分極も拡大した。共和党は1980年代にレーガン連衡の形成で支持を集め、保守の中でも特に強硬な路線が党内主流派を獲得した。民主党は1994年の選挙まで下院の多数派を維持していた。その後の12年間は共和党が僅かながら多数派を維持したが、民主党は2006年に多数派を取り戻し、第110期議会を支配した。上院の場合、民主党が1980年まで支配していた。それ以降二大政党が入れ替わり立ち替わり多数党になってきたが、2009年に民主党が絶対多数を制した。

## 現在の状態
アメリカ合衆国の政党制を番号付けして時代区分する方法は1967年に始められた。この主題に沿って公開された作品の多くは政治学者によるものであり、第五政党制が終わろうとしており、新しい時代が始まっているのか、あるいはその移行がかなり前に起こっているのかについて、その時代の出来事を使って説明している。しかし、1932年以降、大統領や議会の双方の支配を変えるような決定的な選挙結果は起こっていない。この考え方は特に1970年代に行き渡ったものであり、1960年には既に始まっていたことがわかる。
第五政党制に関するその他の著作では、その長寿であることを賞賛している。第四政党制までの4つの時代はそれぞれ30年ないし40年間続いたことを考えると、第六政党制は遅くとも21世紀初期には始まっているはずだった。例えば1981年のジェンセンなどが論じているように、政党制は新しいものに変わったのではなく、政党離れの時代に入った可能性もある。ヒスパニックの流入などで白人のマイノリティ化が進み、民主・共和両党の支持者が互いを単なる敵対勢力ではなく滅ぼされるべき相手と認識するなど、南北戦争以来の党派的対立が激化している。支配政党が2期続けて下院で大差で破れ、大統領選挙結果がそれと一致するか2回目の下院選挙と一致する状況では、選挙結果がはっきりと政治的な再配置を示すことで、以前の政党制は終わっていた。

## 1948年から1964年の大統領選挙における投票パターンの推移
世論調査が盛んになって、候補者は様々な有権者集団からどの程度支持されているか詳細情報が分かるようになった。歴史家達は選挙結果を見て如何に有権者が動いたかを説明するために世論調査に依存してきた。世論調査の中ではギャラップの調査が良く知られている。
| 有権者集団     | 1948 | 1952 | 1956 | 1960 | 1964 |
| -------------- | ---- | ---- | ---- | ---- | ---- |
| 全有権者       | 50   | 45   | 42   | 50   | 61   |
|                |      |      |      |      |      |
| 白人           | 50   | 43   | 41   | 49   | 59   |
| 黒人           | 50   | 79   | 61   | 68   | 94   |
|                |      |      |      |      |      |
| 大卒           | 22   | 34   | 31   | 39   | 52   |
| 高卒           | 51   | 45   | 42   | 52   | 62   |
| 小学校卒       | 64   | 52   | 50   | 55   | 66   |
|                |      |      |      |      |      |
| 専門職、事業家 | 19   | 36   | 32   | 42   | 54   |
| ホワイトカラー | 47   | 40   | 37   | 48   | 57   |
| 手作業者       | 66   | 55   | 50   | 60   | 71   |
| 農夫           | 60   | 33   | 46   | 48   | 53   |
|                |      |      |      |      |      |
| 労働組合員     | 76   |      | 51   | 62   | 77   |
| 非組合員       | 42   |      | 35   | 44   | 56   |
|                |      |      |      |      |      |
| プロテスタント | 43   | 37   | 37   | 38   | 55   |
| カトリック     | 62   | 56   | 51   | 78   | 76   |
|                |      |      |      |      |      |
| 共和党支持者   |      | 8    | 4    | 5    | 20   |
| 独立系         |      | 35   | 30   | 43   | 56   |
| 民主党支持者   |      | 77   | 85   | 84   | 87   |
|                |      |      |      |      |      |
| 東部           | 48   | 45   | 40   | 53   | 68   |
| 中西部         | 50   | 42   | 41   | 48   | 61   |
| 西部           | 49   | 42   | 43   | 49   | 60   |
| 南部           | 53   | 51   | 49   | 51   | 52   |

Source: Gallup Polls in Gallup (1972)